# Santa Fe de Mondújar
Santa Fe de Mondújar este o municipalitate din provincia Almería, Andaluzia, Spania, cu o populație de 456 locuitori.